# Cessna Skymaster

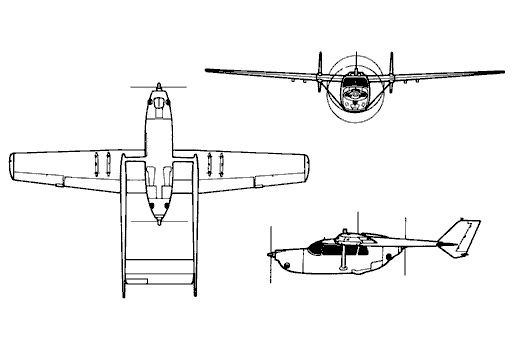
Cessna O-2 Skymaster

Le Cessna Skymaster est un avion bimoteur américain de type « push-pull » construit dans les années 1960. L'appareil a été produit par Cessna mais aussi par Reims Aviation.

## Historique
Le Cessna 336 Skymaster effectue son premier vol le 28 février 1961, il est alors équipé de deux moteurs Continental IO-360-A et d'un train d'atterrissage fixe. 165 exemplaires sont produits. Cessna sort ensuite le 337 Super Skymaster, équipé d'un train d'atterrissage rétractable.
En 1967, l'US Air Force passe commande de 501 appareils O-2A destinés à faire du contrôle aérien en assistance des troupes au sol au Viêt Nam. Par ailleurs, 31 Cessna 337 civils sont convertis en O-2B, destinés à la guerre psychologique. Ils sont à cet effet équipés de haut-parleurs et de dispositifs de largage de tracts.

### Production en France
Le premier Super Skymaster produit par Reims Aviation effectue son premier vol le 1er septembre 1969. 87 appareils non pressurisés sont produits dans différentes variantes. L'entreprise assemble ensuite 23 FT-337G, une variante pressurisée, puis 61 FTB-337G, équipé de moteurs Continental IO-360-D de 250 ch, destinés à des missions d'assistance, de patrouille et de sauvetage.

## Versions

### Cessna
- 327 Baby Skymaster : Version réduite quadriplace du 337, il est doté d'une aile cantilever en remplacement des ailes haubanées des 336/337. Il effectua son premier vol en décembre 1967. Un seul prototype fut construit avant que le projet soit abandonné en 1968 à cause du manque d'intérêt commercial. Le prototype fut livré à la NASA pour servir de maquette grandeur nature pour les essais en soufflerie. Il fut utilisé conjointement par le Langley Research Center et Cessna pour un projet de réduction du bruit et d'utilisation d'hélices carennées ou non[3]
- 336 Skymaster : Version de série propulsée par deux Continental IO-360-A de 195 ch. 195 exemplaires produits.
- 337 Super Skymaster : version dérivée du 336 équipé d'un train d'atterrissage rétractable, d'un capotage avant redessiné et d'une entrée d'air modifiée pour le moteur arrière, par ailleurs le calage des ailes est augmenté et l'appareil reçoit de nouveaux moteurs Continental IO-360-C de 210 ch. 239 exemplaires produits.

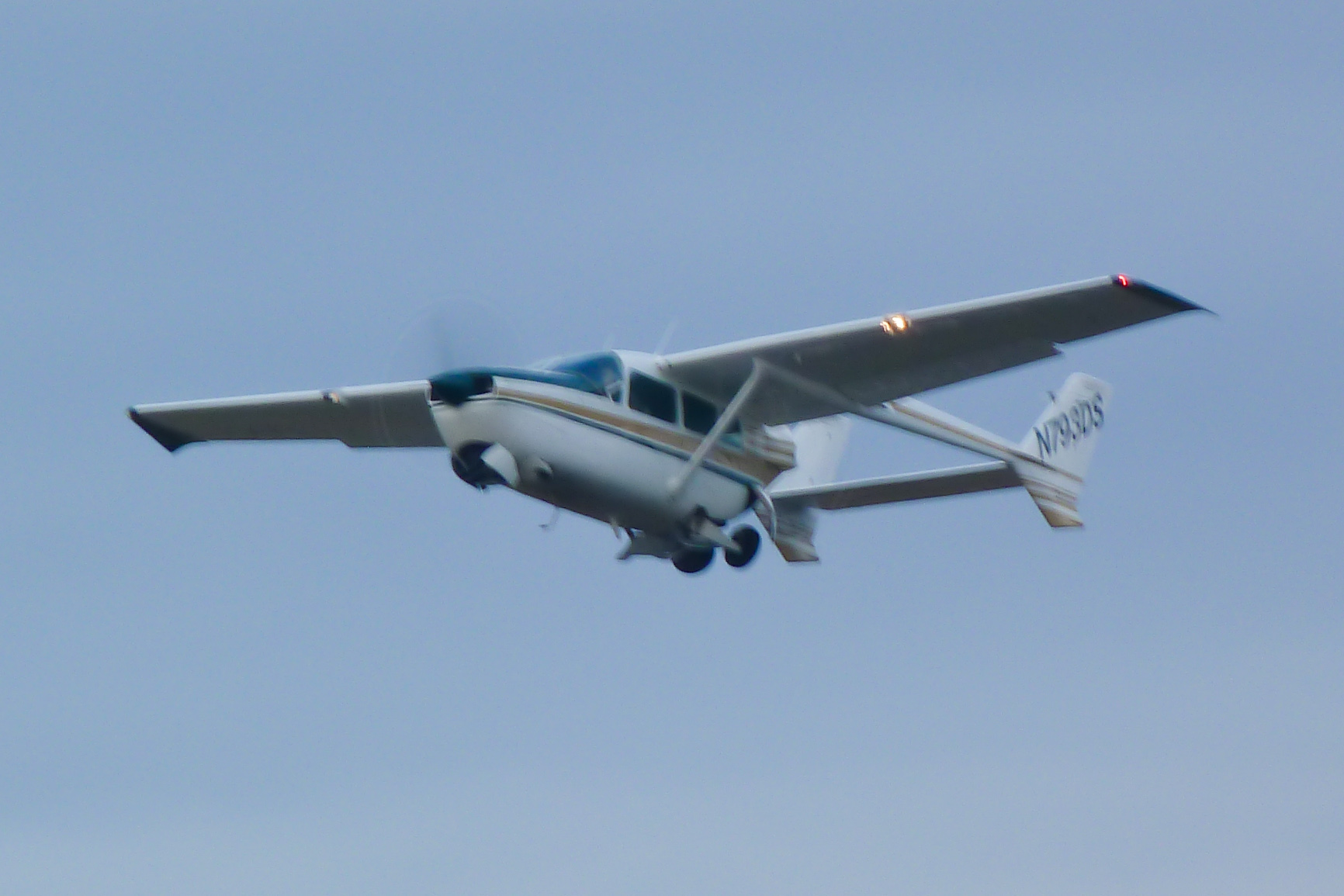
Cessna 337F Super Skymaster

- 337A Super Skymaster : version dérivée du 337 ; modifications mineures. 255 exemplaires produits.
- 337B Super Skymaster : version dérivée du 337A ; masse maximale au décollage augmentée, conteneur ventral optionnel. 230 exemplaires produits.
- T337B Turbo Super Skymaster : version dérivée du 337B en 1967. L'appareil est équipé de nouveaux moteurs turbocompressés Continental de 210 ch qui lui permettent d'atteindre 10 000 m, une vitesse de croisière de 375 km/h et une distance franchissable de 2 640 km.
- 337C Super Skymaster : version dérivée du 337B ; nouvelle planche de bord et masse maximale au décollage augmentée. 223 exemplaires produits.
- 337D Super Skymaster : version dérivée du 337C ; modifications mineures. 215 exemplaires produits.
- 337E Super Skymaster : version dérivée du 337D ; saumons cambrés et modifications mineures. 100 exemplaires produits.
- 337F Super Skymaster : version dérivée du 337E ; masse maximale au décollage augmentée. 114 exemplaires produits.
- 337G Super Skymaster : version dérivée du 337F ; porte divisé en deux pour intégrer un escalier, vitres arrière réduites, volets améliorés, hélice avant agrandie, motorisée par un Continental IO-360-G. 352 exemplaires produits.
- P337G Super Skymaster : version dérivée du 337G ; cabine pressurisée et moteur turbocompressé. 292 exemplaires produits.
- 337H Skymaster : version dérivée du 337G ; modifications mineures et moteur turbocompressé en option. 136 exemplaires produits.
- P337H Pressurized Skymaster : version dérivée du T337G ; modifications mineures et cabine pressurisée. 64 exemplaires produits.
- 337M : version militaire américaine désignée O-2 Skymaster dans l'US Air Force. 513 exemplaires produits.

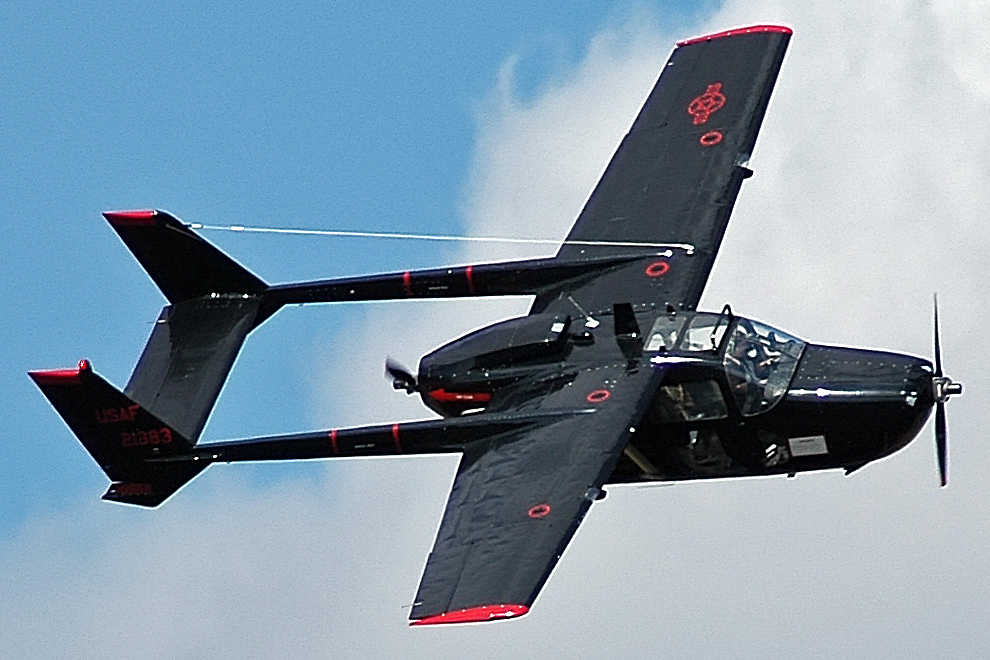
Cessna Skymaster O-2

- O-2A : désignation militaire américaine du 337M utilisé pour la contrôle aérien avancé et l'observation dans l'US Air Force. 501 appareils livrés à l'USAF et 12 à l'armée de l'air impériale iranienne[4]
- O-2B: version de guerre psychologique pour l'US Air Force (31 appareils civils convertis)[4].
- O-2T: version bi-turbopropulseur du O-2, équipé avec deux moteurs Allison 250-B15 de 317 ch, une plus grande envergure et des dispositifs hypersustentateurs améliorés[5].
- O-2TT : version turbopropulsée améliorée pour le contrôle aérien avancé, avec la même aile (13,11 m) et les mêmes moteurs que le O-2T mais doté d'un nouveau fuselage avec des sièges en tandem pour le pilote et l'observateur afin d'améliorer la vue[4],[5].
- Summit Sentry O2-337 : version militaire.
- Lynx: version militaire armée pour l'armée de l'air rhodésienne.
- T337H-SP

### Reims Cessna
- F337E Super Skymaster : 24 exemplaires produits.
- F337F Super Skymaster : 31 exemplaires produits.
- F337G Super Skymaster :  29 exemplaires produits.
- FT337G Super Skymaster : 22 exemplaires produits.
- F337H Super Skymaster : 1 exemplaire produit..
- FP337H Pressurized Skymaster : 1 exemplaire produit.
- FTB337G Milirole : version militaire du F337G avec les modifications STOL et des points d'emport sous les ailes. 61 exemplaires produits[4].
- Lynx : Désignation rhodésienne des 21 FTB337G à l'armée de l'air de Rhodésie.

### Conversions/modifications

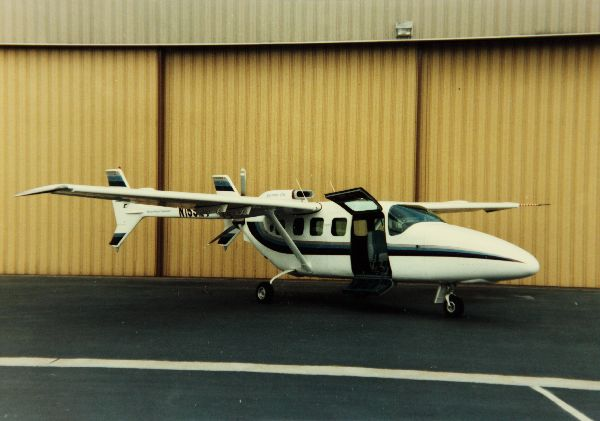
Spectrum SA-550 (1983)

- AVE Mizar : Voiture volante, créée par Advanced Vehicle Engineers, en assemblant les ailes, les empennages et le moteur arrière d'un Skymaster et une Ford Pinto dotée d'instruments et de commandes d'avion[6].
- Conroy Stolifter : Avion-cargo STOL monoturbopropulseur issu de la transformation d'un Skymaster. Le moteur avant était remplacé par un turbopropulseur Garrett AiResearch TPE-331 et le moteur arrière supprimé.
- Groen RevCon 6-X : tentative de transformation d'un Cessna 337 Skymaster. Cette conversion visait à tester la possibilité d'utiliser un appareil à voilure fixe comme cellule de base pour créer un autogyre et ainsi diminuer les coûts et réduire les temps de développement.
- Summit Sentry : transformation de cellules de 337 par Summit Aviation en version militarisée O2-337. Cette modification comprenait 4 points d'emport standard OTAN capable de porter 159 kg de charge chacun, utilisable pour des pods mitrailleuse de 7,62 mm ou 12,7 mm, des paniers à roquettes, des bombes, des marqueurs de cible et des leurres. L'appareil fut commercialisé pour des missions d'identification et de marquage de cibles, de reconnaissance, d'escorte d'hélicoptères et de photographie aérienne. Des appareils furent vendus à l'armée de l'air haïtienne, au Honduras, au Nicaragua, au Sénégal et à la marine thaïlandaise.
- Spectrum SA-550 : Version construite par Spectrum Aircraft Corporation, il s'agit d'une conversion en monoturbopropulseur de Reims FTB337G construits au milieu des années 1980. Le moteur avant fut supprimé et remplacé par un nez allongé et le moteur arrière fut remplacé par un turbopropulseur[7].

## Utilisateurs
Près de trente pays utilisaient encore des Skymaster militairement à la fin des années 1990.

### Liens
- Liste d'avions à hélice propulsive

- (en) Cet article est partiellement ou en totalité issu de l’article de Wikipédia en anglais intitulé « Cessna Skymaster » (voir la liste des auteurs).